# 고맙다, 아들아
《고맙다, 아들아》는 2015년 2월 11일과 2015년 2월 12일에 KBS 2TV에서 방영된 2부작 수목 미니시리즈이다.

## 등장 인물

### 주요 인물
- 이대연 : 장형산 역
- 윤유선 : 윤지혜 역
- 안재민 : 장재우 역

### 그 외 인물들
- 최진호 : 장형준 역
- 이아현 : 홍은희 역
- 이정신 : 장시우 역
- 김지영 : 임 여사 역

## 시청률
시청률조사회사와 지역별로 시청률에 차이가 있을 수 있습니다. 
| 2015년 | 2015년   | 2015년         | 2015년       | 2015년         | 2015년       |
| 회차   | 방송일   | TNmS 시청률    | TNmS 시청률  | AGB 시청률     | AGB 시청률   |
| 회차   | 방송일   | 대한민국(전국) | 서울(수도권) | 대한민국(전국) | 서울(수도권) |
| ------ | -------- | -------------- | ------------ | -------------- | ------------ |
| 제1회  | 2월 11일 | 6.4%           | 6.9%         | 6.5%           | 7.0%         |
| 제2회  | 2월 12일 | 7.2%           | 8.2%         | 8.0%           | 9.0%         |

## 동시간대 드라마
MBC 수목 미니시리즈
- 《킬미힐미》

SBS 드라마 스페셜
- 《하이드 지킬, 나》